# یواس‌اس راتبرن (اف‌اف-۱۰۵۷)
یواس‌اس راتبرن (اف‌اف-۱۰۵۷) (به انگلیسی: USS Rathburne (FF-1057)) یک کشتی بود که طول آن ۴۳۸ فوت (۱۳۴ متر) بود. این کشتی در سال ۱۹۶۹ ساخته شد.